# Inundações no norte do Chile em 2015
As inundações no norte do Chile em 2015 foram inundações que afetaram as regiões de Norte Grande e Norte Chico, no Chile, produto de enchentes relâmpago de diferentes rios devido às chuvas torrenciais fora de época na região, causando fortes prejuízos em várias cidades das regiões de Antofagasta, Atacama e Coquimbo.
As inundações no Chile, que chegaram a atingir em menor escala o Peru, resultaram de um incomum fenômeno de baixa pressão atmosférica que ocorreu através dos Andes, trazendo chuva forte para a região.